# Wilhelm Emmanuel von Ketteler

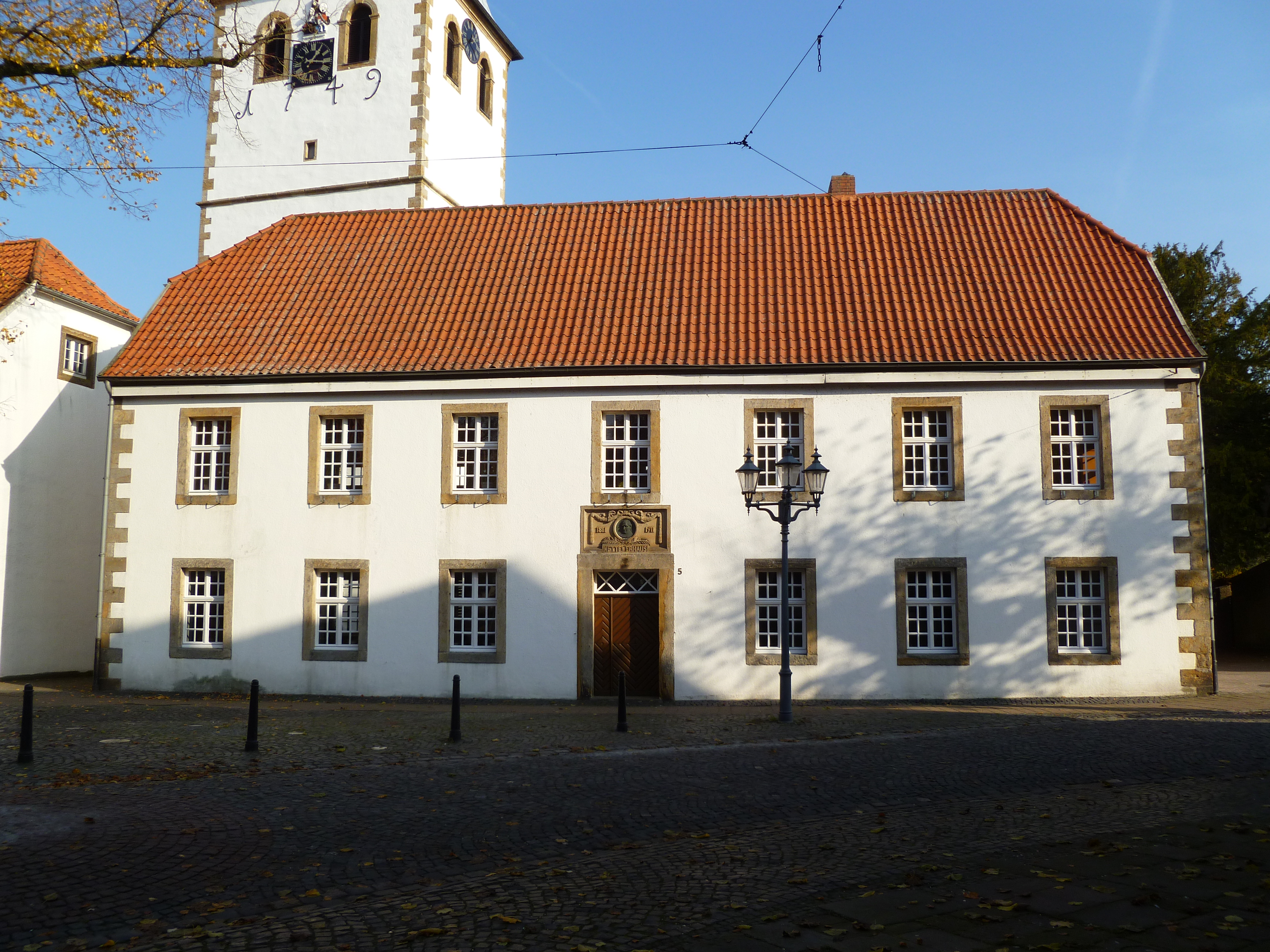
A ház, amelyben Ketteler hopsteni plébánossága idején lakott

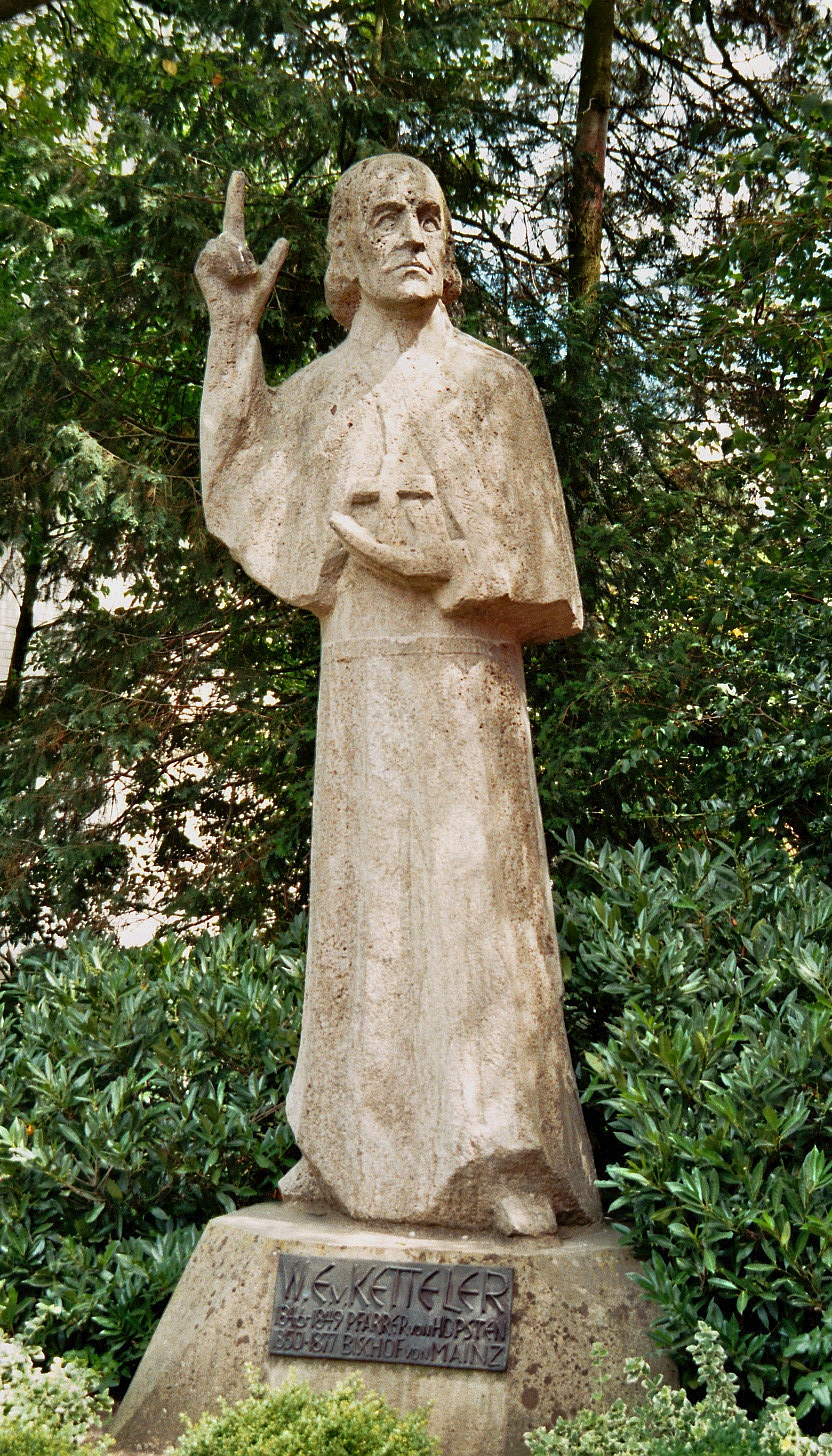
Emlékműve Hopstenben

Wilhelm Emmanuel von Ketteler (Münster, 1811. december 25. – Burghausen, 1877. július 13.) báró, mainzi püspök, a keresztényszocializmus egyik első megfogalmazója.

## Élete

### Ifjúkora és tanulmányai
Maximillian Freiherr von Ketteler és Gattin Clementine hatodik gyermeke. Kilencen voltak testvérek.
A svájci Brig-Glisben lévő jezsuita Kollegium Brig gimnáziumban tanult és 1828-ban ott érettségizett. 1829-től Münsterben a jogi pályára készült. 1835-37-ben előadó volt Münsterben. Berlinben, Göttingenben, Heidelbergben és Münchenben folytatta tanulmányait. A kölni érsek elfogatása után azonban elhagyta az állami szolgálatot és a papi pályát választotta. 1844. június 1-jén szentelték pappá. Első állomáshelye szülővárosa, Münster volt, majd 1847-ben hopsteni plébános lett. Hivatása kezdetétől foglalkoztatta az egyház szociális küldetése és a társadalmi igazságosság kérdése. 1848-ban, Beckumban Árpád-házi Szent Erzsébetről (németül: Elisabeth von Thüringen) nevezett kórházat alapított, ami a mai napig működik és ezt a nevet viseli.
Az 1848-49-ben a frankfurti parlament ülésein Ketteler is részt vett, és különösen őszinte beszédet mondott a meggyilkolt Lichnovski és Auersvald sírjainál. Szintén 1848-ban tartották az első ún. Katholikentag(de)ot, Németország, Ausztria és Svájc katolikusságának első nagygyűlését, amelyen szintén részt vett. Nagy hatású, szociális kérdésekkel foglalkozó beszédében, akárcsak híressé vált adventi prédikációiban az egyház társadalmi szerepvállalását sürgette. Az egyház szabadságáról és a szociális krízisről a mainzi dómban tartott beszédei nevét egész Németországban ismeretté tették.

### A "Munkáspüspök"
1849-ben berlini prépost lett, 1850-ben pedig IX. Piusz pápa a Mainzi egyházmegye megyéspüspökévé nevezte ki. Mint püspök kiváló és erélyes tevékenységet fejtett ki. Egyházfői szolgálatában két fő törekvése volt: az egyház szabadságának kivívása és védelme, valamint a társadalmi bajok orvoslása. 1849-ben elsőként alapított katolikus munkásegyletet. 1851-ben újra megszervezte a mainzi szemináriumot. 1862-ben és '64-ben jelent meg két legnagyobb hatású műve: Szabadság, tekintély és egyház valamint A munkáskérdés és a kereszténység. Tevékenységének és műveinek hatása közvetlenül érezhető a későbbi XIII. Leó pápa által kiadott Rerum novarum kezdetű enciklikán, amely az egyház társadalmi tanításának első összefoglalása volt. Részt vett az 1869 és 1870 között ülésező első vatikáni zsinaton. Elfogadta ugyan a pápai tévedhetetlenség dogmáját, a zsinaton azonban ellenezte – más közép-európai püspökökkel együtt – annak várható állami fogadtatása miatt.
Az 1870-es évek az egységes Németország megszületésének időszaka, és ezzel összefüggésben az országot vaskézzel vezető kancellár, Otto von Bismarck harcot hirdetett a katolikus egyházzal szemben. Ez volt a kulturkampf, amely küzdelemben a német katolikusság megedződött és önszerveződővé vált. 1871-ben Ketteler tagja lett Németország első országgyűlésének, majd alapítója a Centrum Párt(de)nak. Ez a pártalakulat a modern kereszténydemokrata pártok elődje, Hitler hatalomra kerüléséig, 1933-ig meghatározó csoportosulása volt a német politikai életnek. Az NCP a vallásszabadság és az egyház szabadságának védelmén túl szociális törekvéseket is zászlajára tűzött, állást foglalt a politikai szabadságjogok kiterjesztése mellett, valamint a központosító államhatalmi akarattal szemben az önkormányzatiság eszméjét hirdette. Ketteler egy párttársa javára 1872-ben visszaadta mandátumát. Onnantól kezdve püspökként teljes mellszéllességgel az egyház szabadságának megőrzéséért szállt síkra az állami korlátozó törvénykezésekkel szemben. Létrehozta a Német Katolikusok Egyesületét, és Mainzban katolikus napokat rendezett. Püspöktársaival tartva a kapcsolatot közös levelet fogalmazott meg, amelyben szembehelyezkedtek a katolikusságot sértő törvénykezéssel. Ebben az időszakban rengeteg beszédet tartott és röpiratot szerkesztett. Ahogy a Rerum novarum 1891-es megjelenését, úgy a Kulturkampf lezárultát sem élhette meg, mert 1877-ben elhunyt. Sírja a mainzi katedrális kápolnájában fekszik. 1891-ben a birodalmi gyűlésben nagy politikai ellenfele Bismarck, amikor egy szociális törvénycsomagot terjesztett elő így fogalmazott: „Ketteler nélkül nem jutottunk volna ennyire messzi”.

### Egyházi és politikai elvei
Ketteler elveiben számos, korabeli katolikus irányzatot ötvözött. Az állam és az egyház viszonyával kapcsolatban osztotta Charles de Montalembert nézetét a "szabad egyház a szabad államban"-ról. Ebben a tekintetben tehát liberálisnak mondható. A társadalmi igazságosság kérdésében azonban szocialisztikus, keresztényszocialista elveket vallott. Marx radikális megoldását nem fogadta el, rokonszenvezett azonban a modern polgári állammal kiegyező Ferdinand Lassalle mérsékeltebb álláspontjával, akitől számos elemet átvett és beleszerkesztett a Centrum Párt programjába. Ketteler is azt vallotta, hogy az államnak igenis van felelőssége a társadalmi felzárkóztatásban, de felelőssége nem totális. Ahogy később a Rerum novarum meg is fogalmazta – az államnak az egyházzal és a civil szférával együttműködve kell a leszakadott rétegeket felkarolnia. Mindezek mellett a "Munkáspüspök" végig hű maradt a katolikus tanokhoz és a korabeli egyházi vezetéshez, ilyen tekintetben tehát konzervatívnak is mondható.

## Főbb művei magyarul
- Wilhelm Emmanuel von Ketteler: Szabadság, tekintély és egyház: Korunk nagyjelentőségű kérdéseinek fejtegetése. Magyarra átdolg. Mennyei József. Kalocsa: Malatin–Holomeyer Ny. 1863.
- Ketteler Vilmos Manó: Szabadság, tekintély és egyház. Fejtegetése a jelenkor nagy feladatainak; ford. Katinszky Gyula; Lyceum Kny., Eger, 1863
- Wilhelm Emmanuel von Ketteler: A munkások kérdése és a kereszténység. Ford. Katinszky Gyula. Eger: Érseki Lyc. Ny. 1864.
- Ketteler Vilmos Manó: Lehet-e hívő keresztény szabadkőműves?; ford. a Pécsi Növendékpapság Sz.-Pál-Társulata; Lyceumi Ny., Pécs, 1866
- A katholikusok álláspontja és kötelme a jelenkor küzdelmeiben. Alkalmi beszéd főtisztelendő Vicari Hermann freiburgi érsek huszonötéves jubileumára; tartotta Ketteler Vilmos Emanuel, magyaritá a veszprémi növendékpapság Pázmányköre; Ramazetter K. Ny., Veszprém, 1868*Wilhelm Emmanuel von Ketteler: Igaz-e, hogy a törvény a nyilvános lelkiismeret? Veszprém: Ramazetter Ny. 1868.
- A munkáskérdés keresztény megoldása; Ketteler nyomán kiad. Sartori Károly; Hunyadi Mátyás, Pest, 1882 (Katholikus kérdések 1. évf.)